# Valeri Tikhonenko
Valeri Alekseïevitch Tikhonenko (en russe : Валерий Алексеевич Тихоненко), né le 19 août 1964 à Angren, est un ancien basketteur russe. Il a auparavant porté les couleurs de l'URSS et de la CEI.

## Club
- 1984-1985 :  SKA Alma Ata
- 1985-1987 :  CSKA Moscou
- 1987-1990 :  SKA Alma Ata
- 1990-1991 :  CB Valladolid
- 1991-1992 :  Unicaja Malaga
- 1992-1993 :  Huesca
- 1993-1994 :  Spartak région de Moscou
- 1994-1997 :  CSK Samara
- 1997-2000 :  CSKA Moscou

## Palmarès

### Sélection nationale
Jeux olympiques d'été
- Médaille d'or des Jeux olympiques de 1988 à Séoul

Championnat du monde
- Médaille d'argent du Championnat du monde 1986 sous les couleurs de l'URSS, en Espagne
- Médaille d'argent du Championnat du monde 1990 sous les couleurs de l'URSS, en Argentine
- Médaille d'argent du Championnat du monde 1998, en Grèce sous les couleurs de la Russie

Championnat d'Europe
- Médaille d'or du Championnat d'Europe 1985 sous les couleurs de l'URSS, en Allemagne de l'Ouest
- Médaille d'argent du Championnat d'Europe 1987 sous les couleurs de l'URSS, en Grèce
- Médaille de bronze du Championnat d'Europe 1989 sous les couleurs de l'URSS, en Yougoslavie